# Andrea Kim Taegon
Andrea Kim Taegon (Dangjin, 21 agosto 1821 – Saenamteo, 16 settembre 1846) è stato un presbitero coreano.
È stato proclamato santo da papa Giovanni Paolo II nel 1984 nella cattedrale di Seul, dove riposano le sue spoglie. Con san Paolo Chong Hasang, il capofila dei 103 santi martiri coreani, riposano assieme gran parte di costoro. Fu il primo sacerdote coreano ad essere martirizzato; fu infatti decapitato a Seul il 16 settembre 1846.
Il Martirologio romano fa memoria della passione di sant'Andrea Kim Taegon al 16 settembre; la memoria dei santi martiri coreani, di cui è capofila, è nel calendario romano generale al 20 settembre. In tale giornata si festeggiano in un'unica celebrazione anche i 103 martiri che testimoniarono con fermezza la loro fede cristiana.